# Norfolk (Nebraska)
Norfolk – miasto w Stanach Zjednoczonych, w stanie Nebraska, w hrabstwie Madison.